# Copa América 1919
De Copa América 1919 (eigenlijk het Zuid-Amerikaans voetbalkampioenschap, want de naam Copa América werd pas gebruikt vanaf 1975) was een toernooi dat gehouden werd in Rio de Janeiro, Brazilië van 11 mei tot 29 mei 1919. Oorspronkelijk zou het toernooi in 1918 gehouden worden, maar werd in verband met de Spaanse griep een jaar uitgesteld.
Er was geen kwalificatie voor het toernooi. De landen die meededen waren Argentinië, Brazilië, Chili en Uruguay.

## Deelnemende landen

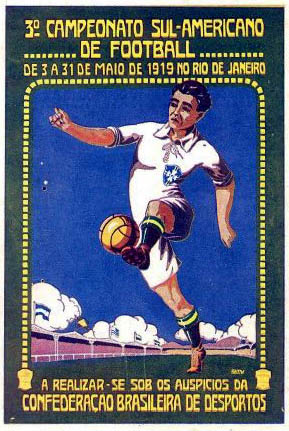
Poster

| Land         | Aantal deelnames | Huidig aantal deelnames op rij | Vorige deelname |
| ------------ | ---------------- | ------------------------------ | --------------- |
| Argentinië   | 3de              | 3                              | 1917            |
| Brazilië (g) | 3de              | 3                              | 1917            |
| Chili        | 3de              | 3                              | 1917            |
| Uruguay (t)  | 3de              | 3                              | 1917            |

- (g) = gastland
- (t) = titelverdediger

## Stadion
| Rio de Janeiro                             | · Rio de Janeiro |
| Estádio das Laranjeiras Capaciteit: 20.000 | · Rio de Janeiro |
|                                            | · Rio de Janeiro |

## Scheidsrechters
De organisatie nodigde in totaal 4 scheidsrechters uit voor 7 duels. Tussen haakjes staat het aantal gefloten duels tijdens de Copa América 1919.

## Groepsfase
| Land       | Wed | Win | Gel | Ver | DV | DT | +/− | Pnt |
| ---------- | --- | --- | --- | --- | -- | -- | --- | --- |
| Brazilië   | 3   | 2   | 1   | 0   | 11 | 3  | +8  | 5   |
| Uruguay    | 3   | 2   | 1   | 0   | 7  | 4  | +3  | 5   |
| Argentinië | 3   | 1   | 0   | 2   | 7  | 7  | 0   | 2   |
| Chili      | 3   | 0   | 0   | 3   | 1  | 12 | –11 | 0   |

## Wedstrijden
Ieder land speelde een wedstrijd tegen ieder ander land. De puntenverdeling was als volgt:
- Twee punten voor winst
- Één punt voor gelijkspel
- Nul punten voor verlies

|                                |                                                      |       |       |                                                                            |
| 11 mei 1919 «onderlinge duels» | Brazilië                                             | 6 – 0 | Chili | Estádio das Laranjeiras, Rio de Janeiro Scheidsrechter: Juan Pedro Barbera |
| 11 mei 1919 «onderlinge duels» | Friedenreich 19', 38', 76' Neco 21', 83' Haroldo 79' |       |       | Estádio das Laranjeiras, Rio de Janeiro Scheidsrechter: Juan Pedro Barbera |

|                                |                                 |       |                                          |                                                                     |
| 13 mei 1919 «onderlinge duels» | Argentinië                      | 2 – 3 | Uruguay                                  | Estádio das Laranjeiras, Rio de Janeiro Scheidsrechter: Robert Todd |
| 13 mei 1919 «onderlinge duels» | Izaguirre 34' Varela 79' (e.d.) |       | C. Scarone 19' H. Scarone 23' Gradín 85' | Estádio das Laranjeiras, Rio de Janeiro Scheidsrechter: Robert Todd |

|                                |                             |       |       |                                                                          |
| 17 mei 1919 «onderlinge duels» | Uruguay                     | 2 – 0 | Chili | Estádio das Laranjeiras, Rio de Janeiro Scheidsrechter: Adilton Ponteado |
| 17 mei 1919 «onderlinge duels» | C. Scarone 31' J. Pérez 43' |       |       | Estádio das Laranjeiras, Rio de Janeiro Scheidsrechter: Adilton Ponteado |

|                                |                                   |       |               |                                                                     |
| 18 mei 1919 «onderlinge duels» | Brazilië                          | 3 – 1 | Argentinië    | Estádio das Laranjeiras, Rio de Janeiro Scheidsrechter: Robert Todd |
| 18 mei 1919 «onderlinge duels» | Heitor 22' Amílcar 57' Millón 77' |       | Izaguirre 65' | Estádio das Laranjeiras, Rio de Janeiro Scheidsrechter: Robert Todd |

|                                |                                     |       |            |                                                                           |
| 22 mei 1919 «onderlinge duels» | Argentinië                          | 4 – 1 | Chili      | Estádio das Laranjeiras, Rio de Janeiro Scheidsrechter: Joaquim de Castro |
| 22 mei 1919 «onderlinge duels» | Clarcke 10', 23', 62' Izaguirre 13' |       | France 33' | Estádio das Laranjeiras, Rio de Janeiro Scheidsrechter: Joaquim de Castro |

|                                |                           |       |               |                                                                     |
| 26 mei 1919 «onderlinge duels» | Uruguay                   | 2 – 2 | Brazilië      | Estádio das Laranjeiras, Rio de Janeiro Scheidsrechter: Robert Todd |
| 26 mei 1919 «onderlinge duels» | Gradín 13' C. Scarone 17' |       | Neco 29', 63' | Estádio das Laranjeiras, Rio de Janeiro Scheidsrechter: Robert Todd |

### Beslissingswedstrijd
Brazilië en Uruguay stonden gelijk (doelsaldo telde niet), dus moest er een beslissingswedstrijd gespeeld worden.
|                                |                   |               |         |                                                                            |
| 29 mei 1919 «onderlinge duels» | Brazilië          | 1 – 0 (n.v.1) | Uruguay | Estádio das Laranjeiras, Rio de Janeiro Scheidsrechter: Juan Pedro Barbera |
| 29 mei 1919 «onderlinge duels» | Friedenreich 122' |               |         | Estádio das Laranjeiras, Rio de Janeiro Scheidsrechter: Juan Pedro Barbera |

1 de verlenging duurde 4x15 minuten
|                               |
| Vlag van Brazilië (1889-1960) |
| BRAZILIË 1ste titel           |

## Doelpuntenmakers
4 doelpunten
- Arthur Friedenreich
- Neco

3 doelpunten
- Edwin Clarcke

- Carlos Izaguirre

- Carlos Scarone

2 doelpunten
- Isabello Gradín

1 doelpunt
- Amílcar Barbuy
- Haroldo Domingues
- Heitor

- Adolpho Millon Junior
- José Pérez

- Héctor Scarone
- Alfredo France

Eigen doelpunt
- Manuel Varela (Tegen Argentinië)

## Copa America 1919 in beeld

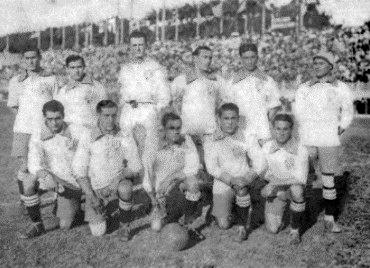
Brazilië
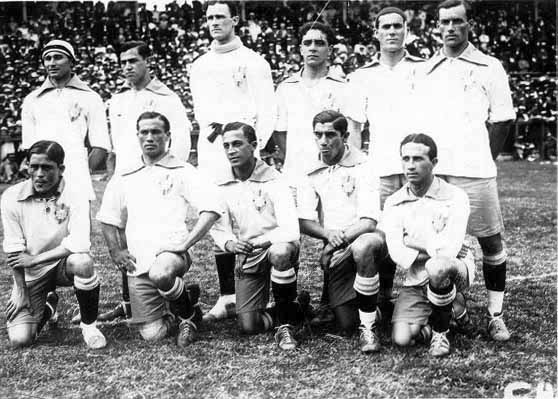
Brazilië

1916 · 
1917 · 
1919 · 
1920 · 
1921 · 
1922 · 
1923 · 
1924 · 
1925 · 
1926 · 
1927 · 
1929 · 
1935 · 
1937 · 
1939 · 
1941 · 
1942 · 
1945 · 
1946 · 
1947 · 
1949 · 
1953 · 
1955 · 
1956 · 
1957 · 
1959 · 
1959 · 
1963 · 
1967 · 
1975 · 
1979 · 
1983 · 
1987 · 
1989 · 
1991 · 
1993 · 
1995 · 
1997 · 
1999 · 
2001 · 
2004 · 
2007 · 
2011 · 
2015 · 
2016 ·
2019 ·
2021 ·
2024